# Легионы огня: Армии света и тьмы
«Легионы огня: Длинная ночь Примы Центавра» — книга из серии научно-фантастических романов, действие которых происходит в вымышленной вселенной сериала «Вавилон-5». Автор серии книг — Питер Дэвид.

## Сюжет
Бомбардировки сил Межзвёздного Альянса отбросила Приму Центавра в каменный век; цивилизация центавриан медленно и болезненно восстанавливается от нанесённых ей страшных ран под лидерством императора Лондо Моллари. Однако сам Лондо становится пешкой в руках могущественной расы — Дракхов, которые вживили в него Стража. Устрашающие планы этих созданий превратили Приму Центавра в источник сбора сил для нанесения удара по их главному сопернику — Межзвёздному Альянсу. Противостоять этим планам может только внешне слабый и недалёкий Вир Котто — бывший помощник императора в бытность его послом на Вавилоне-5.
Желающий, но неспособный противостоять, Лондо практически со стороны наблюдает за тем, как его родной мир превращается в слепое полицейское государство с теневым правительством — Дракхами — во главе. Дракхи управляют планетой через Лондо и, при помощи Моллари, через своего ставленника — жестокого, безразличного к чужим судьбам министра Дурлу.